# Olivier Arson
Pour les articles homonymes, voir Arson.
Olivier Arson, né en 1979 à Paris, est un compositeur français.
Il compose essentiellement pour des films. Il vit et travaille en Espagne, il collabore régulièrement avec Rodrigo Sorogoyen.

## Biographie

### Carrière
Il remporte le Goya de la meilleure musique originale pour El reino lors des  Goyas 2019 et le prix de la meilleure musique originale pour As bestas lors des Feroz 2023,.
Il remporte une seconde fois le Goya de la meilleure musique originale lors des  Goyas 2023 pour As bestas.

### Filmographie

#### Longs métrages
- 2016 : Que Dios nos perdone de Rodrigo Sorogoyen
- 2018 : El reino de Rodrigo Sorogoyen
- 2019 : Madre de Rodrigo Sorogoyen
- 2021 : Piggy (Cerdita) de Carlota Pereda (es)
- 2022 : As bestas de Rodrigo Sorogoyen
- 2022 : La mala familia de Luis Rojo et Nacho A. Villar
- 2025 : El llanto (es) de Pedro Martín Calero

#### Séries télévisées
- 2017 : La zona (es) de Jorge Sánchez-Cabezudo et Alberto Sánchez-Cabezudo
- 2020 : Antidisturbios de Rodrigo Sorogoyen
- 2022 : Apagón (es) créée par Fran Araujo, réalisé par Rodrigo Sorogoyen et Raúl Arévalo

### Discographie
- 2012 : TERRITOIRE - Mandorle
- 2018 : TERRITOIRE - Alix
- 2021 : TERRITOIRE - Étude de la profondeur

## Distinctions

### Récompenses
- Goyas 2019 : meilleure musique originale pour El reino
- Feroz 2023 : meilleure musique originale pour As bestas
- Goyas 2023 : meilleure musique originale pour As bestas

### Nominations
- Feroz 2017 : meilleure musique originale pour Que Dios nos perdone
- Feroz 2019 : meilleure musique originale pour El reino
- Prix Platino 2019 : meilleure musique pour El reino